# Торино-ді-Сангро
Торино-ді-Сангро, Торино-ді-Санґро (італ. Torino di Sangro) — муніципалітет в Італії, у регіоні Абруццо,  провінція К'єті.
Торино-ді-Сангро розташоване на відстані близько 175 км на схід від Рима, 100 км на схід від Л'Аквіли, 36 км на південний схід від К'єті.
Населення — 3030 осіб (2014).

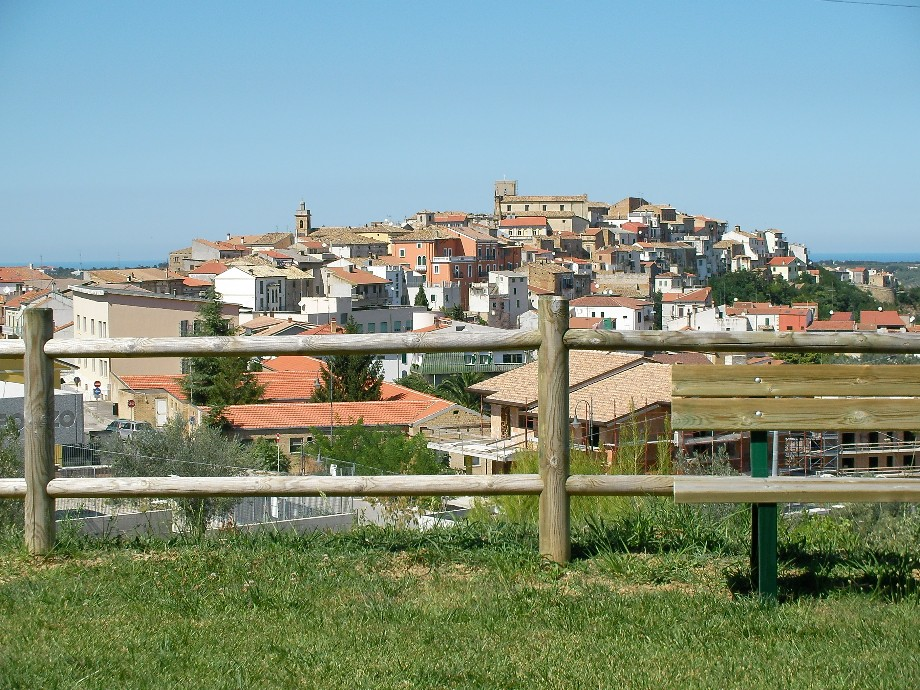

Щорічний фестиваль відбувається останньої неділі травня. Покровитель — S.S. Madonna di Loreto.

## Демографія
Населення за роками:

Станом на 1 січня 2023 року в муніципалітеті офіційно проживало 130 іноземців з 27 країн, серед них 54 громадяни країн Євросоюзу та 9 громадян України.

## Сусідні муніципалітети
- Казальбордіно
- Фоссачезія
- Пальєта
- Віллальфонсіна